# Spatula
Spatula es un género de aves anseriformes de la familia de los anátidos. Sus diez especies habitan ambientes acuáticos de todo el mundo y son denominadas comúnmente patos cuchara, cercetas o silbones.

## Taxonomía
Descripción original
Este género fue descrito originalmente en el año 1822 por el científico alemán Friedrich Boie.
Historia taxonómica
Durante décadas sus especies fueron incluidas en el género Anas. En el año 2009, un estudio filogenético molecular comparó secuencias de ADN mitocondrial de las especies de Anas, encontrando que el mismo era parafilético. Sobre la base de esta evidencia, el género fue segmentado en cuatro secciones monofiléticas, cada una con nivel genérico, lo que fue aceptado por los autores posteriores.
Subdivisión
El género Spatula se compone de diez especies:
- Spatula clypeata (Linnaeus, 1758)
- Spatula cyanoptera (Vieillot, 1816)
- Spatula discors (Linnaeus, 1766)
- Spatula hottentota (Eyton, 1838)
- Spatula platalea (Vieillot, 1816)
- Spatula puna (Tschudi, 1844)
- Spatula querquedula (Linnaeus, 1758)
- Spatula rhynchotis (Latham, 1802)
- Spatula smithii (Hartert, 1891)
- Spatula versicolor (Vieillot 1816)

## Galería

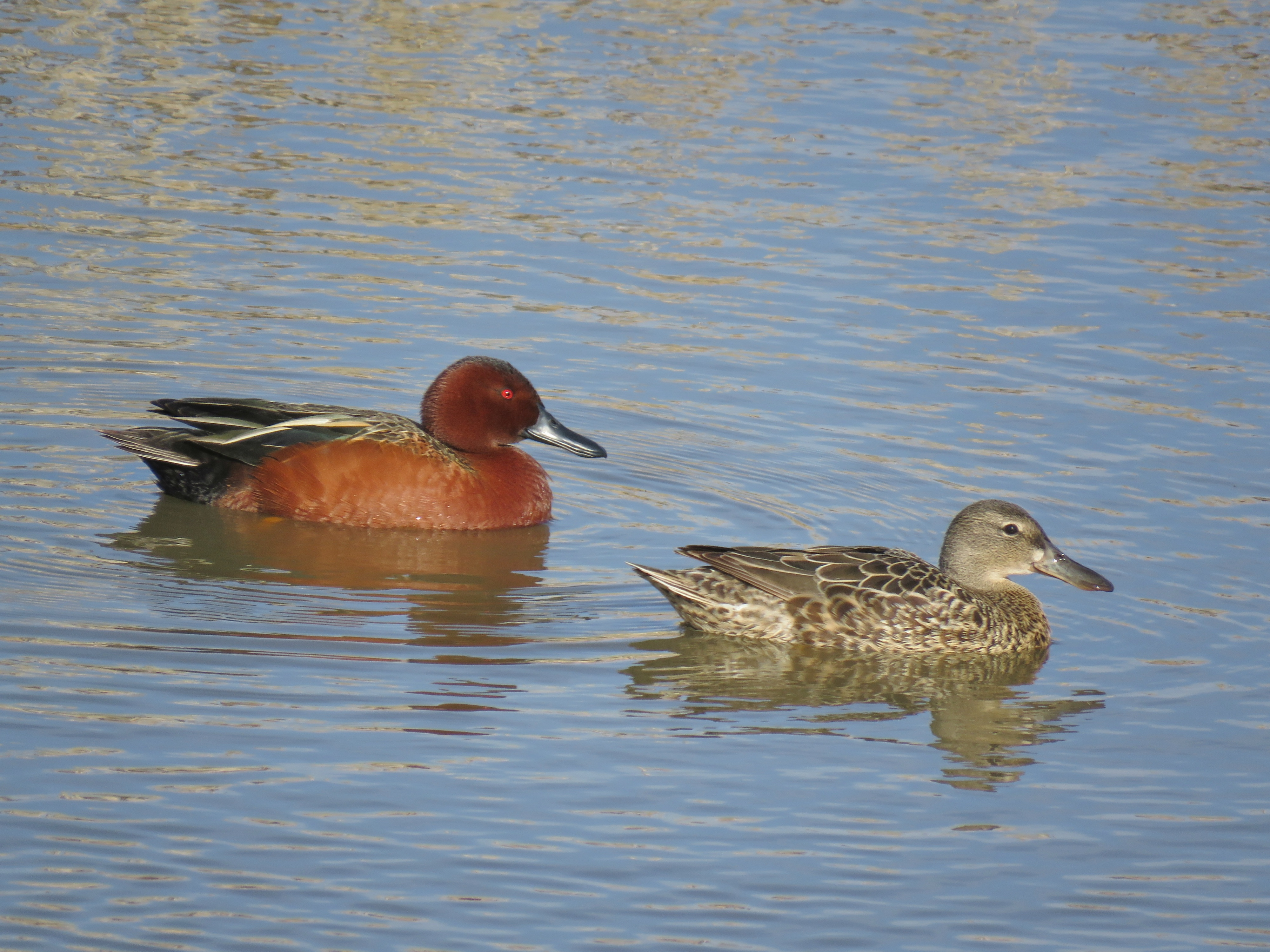
Pareja de pato colorado (Spatula cyanoptera).
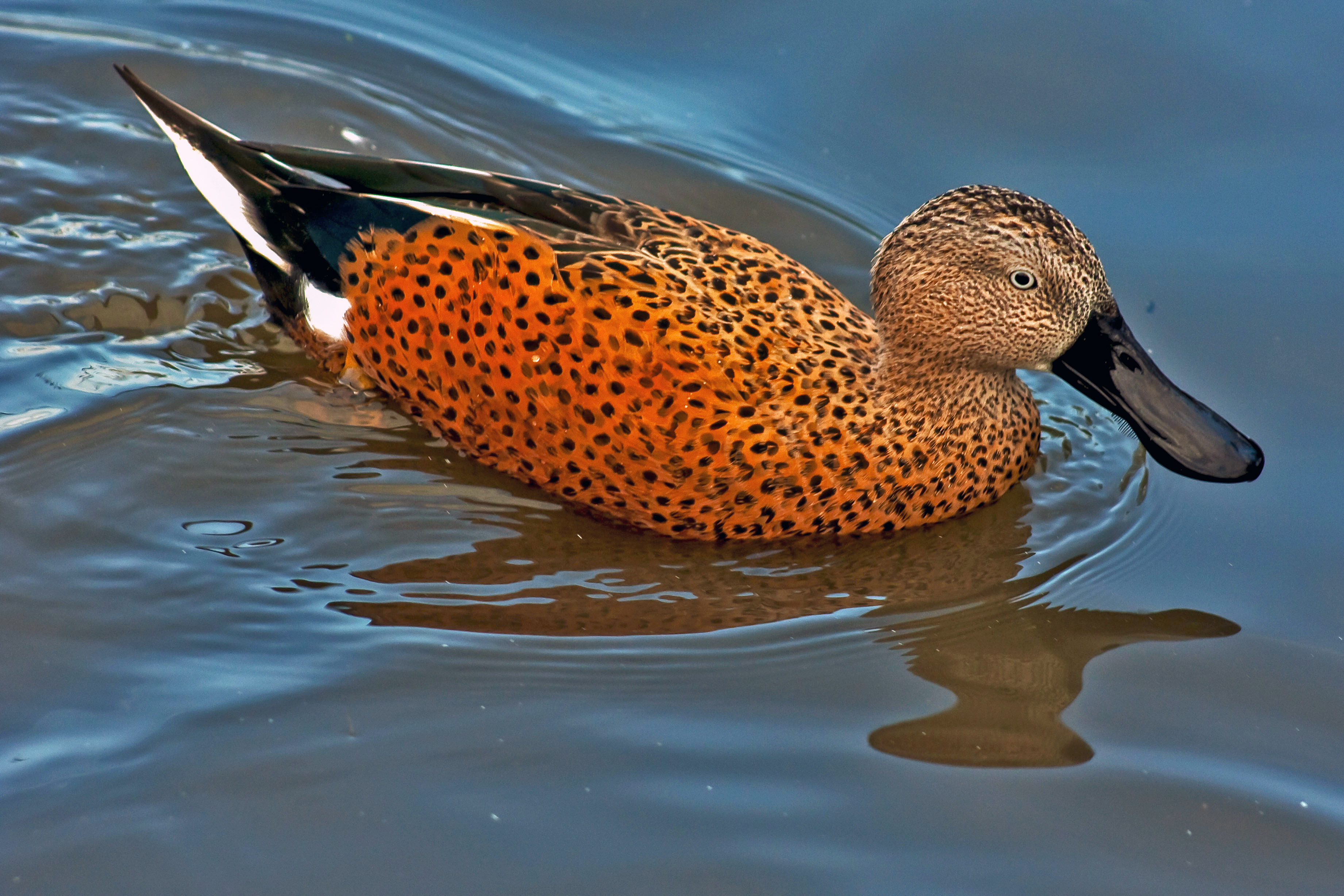
Macho de pato pico cuchara sudamericano (Spatula platalea).
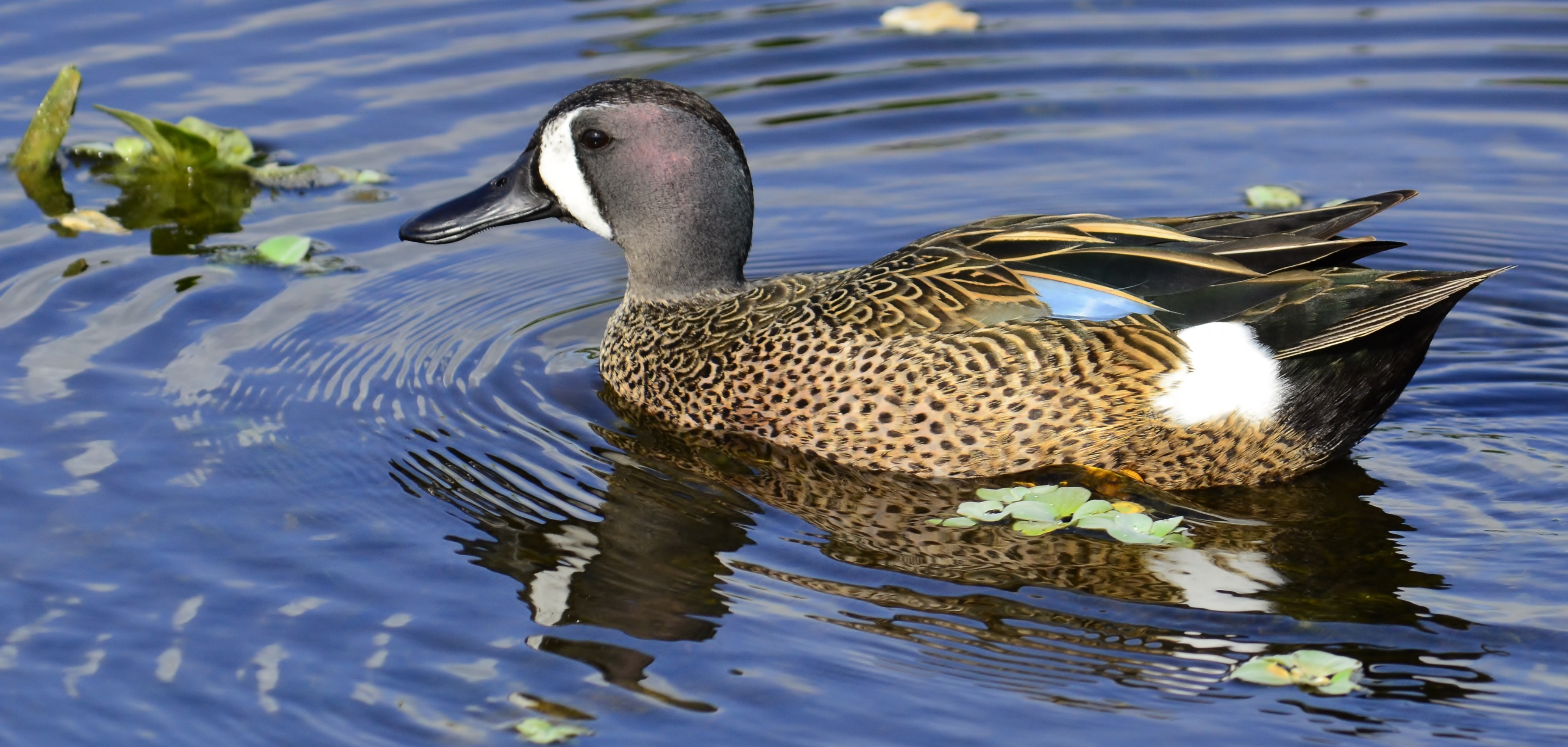
Macho de cerceta aliazul (Spatula discors).